# Lipeck
Lipeck (oroszul: Липецк) város Oroszország európai részén, Moszkvától 450 km-re délre. A Lipecki terület közigazgatási, gazdasági és kulturális központja. 
Lakossága: 508 887 fő (a 2010. évi népszámláláskor).
Neve a várost átszelő, részben már befedett Lipovka folyócskából származik.

## Fekvése
Az Oka–Don-alföld nyugati szélén, a Voronyezs folyó (a Don mellékvize) partján fekszik. A folyó két részre osztja a települést: az erősen tagolt, magas jobb parton van a város történelmi magja a központi lakónegyedekkel, az alacsonyan fekvő bal parton pedig az ipari negyed. 
Az éghajlat mérsékelten kontinentális. A januári középhőmérséklet −10 °C, a júliusi 20 °C. A csapadék évi mennyisége kb. 500 mm.

## Történeti áttekintés
A 18. század elején a helyi vasérclelőhelyek mellett, Lipovka faluban a hadsereg céljaira vasüzemet létesítettek, mely 1795-ig működött. 1709-től a falut Lipecki Üzemeknek (Lipeckije Zavodi) hívták; 1779-től Lipeck város, járási székhely a Tambovi kormányzóságban. A szinte kizárólag faházakból álló település nagy része 1806-ban leégett. Ezután egységes terv alapján, széles és egyenes utcákkal, részben már téglaépületekkel kezdődött meg a város kiépítése. 
A helyi lakosok régóta ismerték az itteni források gyógyító hatását, és a 19. század elején ezek hasznosítására gyógyüdülőhelyet alakítottak ki. A forrás fölé 1809-ben kupolával fedett nagy ivócsarnokot emeltek. 1853-ban az előkelő fürdővendégek részére zeneterem is épült, mely a város egyfajta kulturális központja lett, a szovjet időszakban a helyi filharmónia használta. A zenetermet 1997-ben le kellett bontani, az ivócsarnokot pedig már az 1930-as években lebontották. Az 1805-ben emelt egyszerű fürdőépület napjainkban is áll, ez a város legrégibb polgári célú épülete.
1899-ben belga részvétellel vállalatot alapítottak a helyi vasérc bányászatára és feldolgozására. A 20. század első éveiben két nagykohóval megkezdődött az ipari méretű kohászat. A szovjet rendszerben államosított vállalatból jött létre később a Szokol nevű csőgyár. Itt feküdt az egykori Szokolszk város, mely a 17. század közepén a belgorodi védelmi vonal részeként épült; később beolvadt Lipeckbe.
1925-ben a város mellett épült fel a német Reichswehr titkos repülőtere és harcipilóta-képző központja – hivatalosan a Vörös Hadsereg 40. repülőszázada, – a rapallói egyezményben lefektetett szovjet-német katonai együttműködés keretében, a versailles-i békeszerződés tilalmát megkerülve. Németországban konstruált harci repülőgépeket teszteltek, német és szovjet harci pilótákat, légi megfigyelőket és földi személyzetet képeztek ki itt, 1933-ig. A létesítményt Kurt Student tábornok felügyelte.
1931-ben alapították a város legjelentősebb iparvállalatát, a Novolipecki Kohászati Kombinátot, mely 1934 novemberében kezdte meg a termelést. A város fokozatosan nagy nehézipari központtá alakult. Az egykor csak ásványvízéről, gyógyfürdőjéről ismert település kohászatának köszönhette, hogy az 1954-ben létrehozott új közigazgatási egység, a Lipecki terület székhelye lett. Nem sokkal később elkezdődött az új központi létesítmények, székházak és lakónegyedek kiépítése.

## Gazdaság, közlekedés
Lipecket a kohászok városának szokták nevezni. 20. századi gazdaságának meghatározó ágazata a vas- és acélkohászat volt, erre épült az országosan is számottevő gépipar és kisebb részben a vegyipar. Legjelentősebb iparvállalata a 21. század első évtizedeiben is a Novolipecki Kohászati Kombinát. A Kurszk körzetében kitermelt vasércre alapozva minőségi elektroacélt, különféle  hengerelt árukat állítanak elő. 
Több régi nagyvállalat azonban 2010 körül a válság következtében csődbe ment és beszüntette a termelést. Köztük volt a 110 évig működött csőgyár és a második világháború idején alapított hatalmas traktorgyár is. A traktorgyárnak a katonai lánctalpas szállítójárművek alvázait készítő részlege önálló vállalattá alakult és tovább működik.  
A nehézipar mellett a város gazdaságában jelentős szerep van az építőanyag-iparnak – cementgyár, vasbetonelem gyár, téglagyár, épületburkoló anyagok gyártása –, valamint az élelmiszeriparnak. 
Lipeckben 1993-ban kezdődött meg a hűtőgépgyártás. A Stinol nevű gyárat az olasz Merloni cég építette, majd 2000-ben a Merloni Elettrodomestici – későbbi nevén Indesit – megvásárolta. 2004-ben avatták föl az Indesit mosógépeket előállító gyárát (az orosz és az olasz államelnök jelenlétében). Innen kerül ki az országban előállított háztartási hűtő- és mosógépek jelentős része. 
A város határában, az ipari negyed meghosszabbításaként 2006-ban kezdték meg egy különleges gazdasági övezet kiépítését. Az ipari park célja újabb külföldi befektetők megnyerése, korszerű technológiákkal rendelkező ipari bázis kialakítása volt. 
A város mellett már az 1920-as években katonai repülőtér és német pilóták kiképző iskolája működött; 1933-tól a bázist a szovjet légierő használta. 1960 óta itt működik a légierő Harci Kiképző és Továbbképző Központja, és ezen a repülőtéren helyezték el a szolgálatból kivont katonai repülőgépeket is.

### Közlekedés
Lipeck az északnyugat-délkelet irányú, Brjanszkból Orjolon át Volgográdba vezető vasútvonalon fekszik. Központi vasútállomásán kívül az ipar, főként a kohászati kombinát céljaira három teherpályaudvara is van. 
A város útjainak tehermentesítésére körgyűrű épült. Az innen kivezető utak kapcsolatot teremtenek a Moszkvából dél felé vezető M4-es („Don”), illetve a délkelet felé vezető M6-os („Kaszpi”) autósztrádákkal, valamint a nyugat-kelet irányú Orjol–Tambov P119 jelű országúttal.  
A repülőtér a városközponttól 8–10 km-re fekszik, Moszkva és Szentpétervár felé vannak repülőjáratok.

## Kultúra, felsőoktatás
Lipecknek két egyeteme van. A műszaki és a pedagógiai egyetemen kívül, humán-ökológiai, jogi és közgazdasági főiskolája, valamint vezetőképző főiskola is működik a városban.
A helytörténeti múzeumot a városi művelődési társaság kezdeményezésére alapították 1909-ben; 1918-ban államosították. Történetének több mint száz éve alatt ötször változtatták helyét Az 1930-as évektől csaknem hatvan éven át a város székesegyházának épületében működött. 1991-ben költöztették mai helyére. Régészeti, természettudományi és a régió kulturális emlékeit gyűjtő osztályokkal rendelkezik.
A Lipeck új szabadidő- és sportkomplexumának építési tervére kiírt pályázatot magyar építészstúdió nyerte meg. A létesítményben a tervek szerint jégcsarnok, uszoda, multifunkciós rendezvénycsarnok és aquapark is épül.